# 勒代什蒂鄉 (阿爾巴縣)

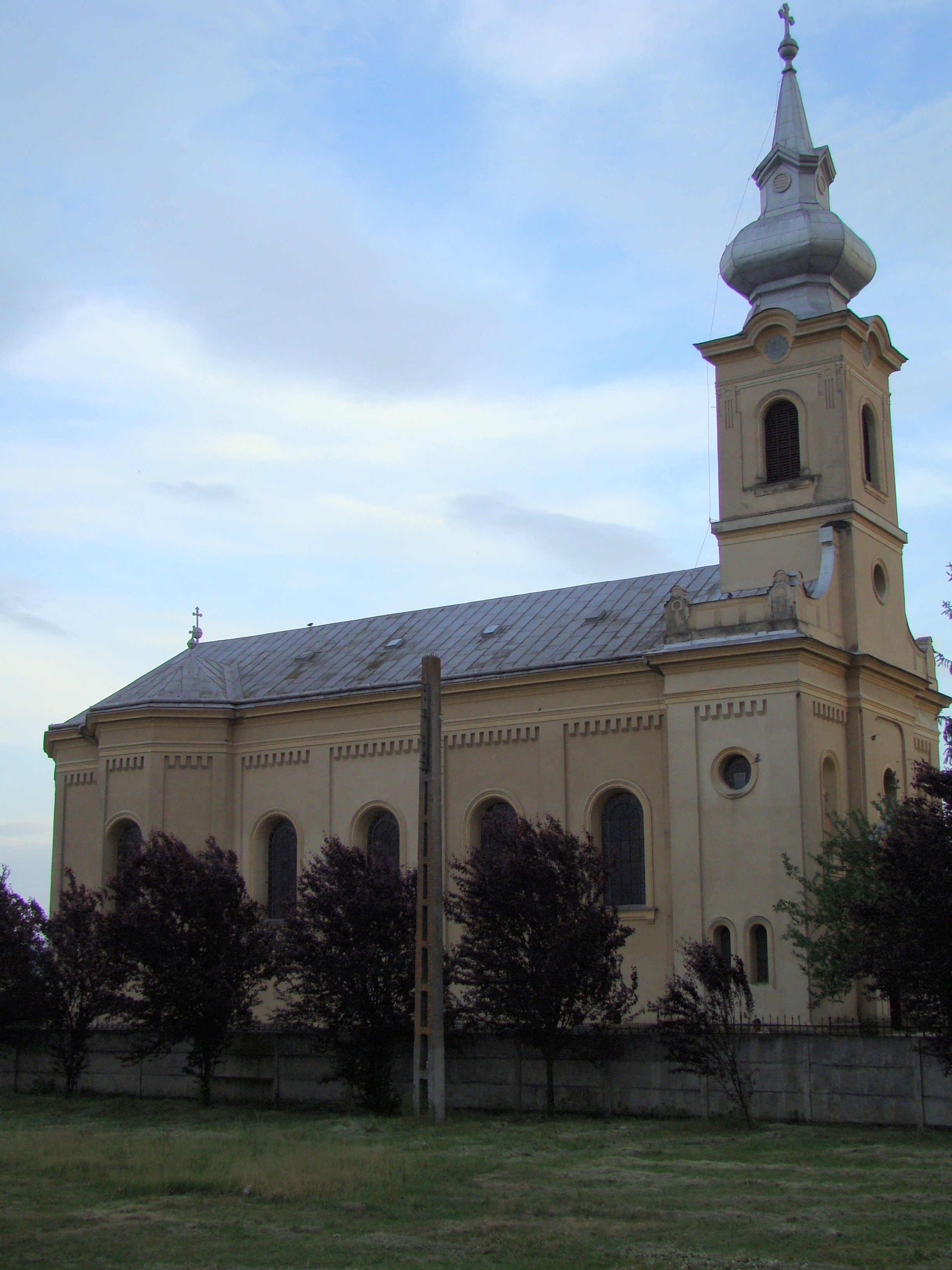

46°16′N 23°43′E / 46.267°N 23.717°E
勒代什蒂鄉（羅馬尼亞語：Comuna Rădești），是羅馬尼亞的鄉份，位於該國中部，由阿爾巴縣負責管轄，面積30平方公里，海拔高度221米，2011年人口1,200，人口密度每平方公里47人。